# 4-甲酰基苯基五氟化硫
4-甲酰基苯基五氟化硫或4-五氟硫基苯甲醛是一种有机硫化合物，化学式为C7H5F5OS。它可由4-溴苯基五氟化硫在−78 °C的乙醚中和叔丁基锂反应，再加入N-甲酰基哌啶后反应得到。它可以被硼氢化钠还原为苯甲醇。